# Piero Tosi
Piero Tosi (Sesto Fiorentino, Florencia, 10 de abril de 1927-Roma, 10 de agosto de 2019) fue un vestuarista y decorador italiano. Su carrera abarcó cuarenta años en el cine, llegando a ser nominado al premio Óscar por tres filmes de Visconti, Il Gattopardo (1963), Morte a Venezia  (1971) y Ludwig (1972), entre otros.

## Biografía
El diseño de vestuario es una pasión que cultivó desde la infancia. Tosi era un amante de las fotografías sujetas con pinzas en los quioscos de prensa; las fotos que más le causaban impresión eran los rostros de Marlene Dietrich y Greta Garbo. En 1948 se celebró un importante festival en Florencia, el Mayo Florentino: allí fue donde conoció a Luchino Visconti. En aquel festival decidió enseñarle a escondidas parte de su trabajo universitario, que estaba enfocado en forma de crítica a las tradiciones que prevalecían del antiguo cine de la década de 1920. Tosi creía que se debía abordar el diseño de producción desde otra perspectiva, la cual debía ser con más documentación y autenticidad, y también se debían mantener los diseños fieles al guion y a los matices de la ambientación que presentaban. 

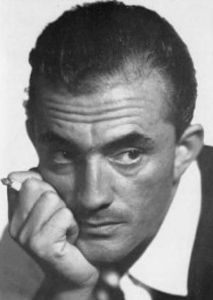
Luchino Visconti

Para Tosi, el diseño del vestuario debe crear personajes auténticos que aporten a la narración.
Bellíssima (1951), dirigida por Luchino Visconti, fue la primera película donde participó Tosi. La película exigía que el vestuario se realizara en un plazo muy corto. Aunque en esta producción no tuvo contacto directo con Visconti, solo se comunicaba con el guionista Franco Rosi y con Zeffirelli, que fue el que lo contactó para su participación en la misma; a pesar de esto, fue el inicio de una gran carrera. La colaboración entre Visconti y Tosi se prolongó a lo largo de dos décadas.
En sus inicios con Visconti prefería crear un vestuario a partir de ropa real. Tosi salía a las calles y mercados en busca de ropa; una vez encontraba la persona con el vestuario indicado solo tenía que mencionar dos palabras “Magnani” y “cine”. Ya que por esa época la gente del común disfrutaba y amaba el cine y Magnani era un mito viviente, por ende accedían a entregarle la ropa a Tosi. Esta razón lo llevó a reconocer que al utilizar este tipo de ropa el actor le daba vida a su personaje y le daba un toque de autenticidad.
Para Tosi diseñar vestuarios es como esculpir: primero estudia el rostro del actor para luego diseñar su figura. Cuando Tosi leía una historia siempre comenzaba imaginándose la cara del personaje, pues para él era de gran importancia; luego empezaba a insertar minuciosamente cada parte y detalles del cuerpo; procuraba conocer a los actores para así estructurar físicamente al actor con el personaje.
Una de las participaciones que más le desconcertó pero que le dio más experiencia fue su colaboración en La caduta degli dei (La caída de los dioses), por lo que allí aprendió a reformar su trabajo en poco tiempo, pues al haber investigado y preparado un vestuario durante siete meses para la actriz Vanesa Regole tuvo que ser reemplazada por Ingrid Thulin días antes del rodaje; para que se acoplara al personaje le depiló las cejas, le repasó los labios y le dio un nuevo estilo en su peinado. El cambio tenía que hacerla ver como una mujer de la década de 1930.
Otra de las películas que llevó a Tosi al borde de la desesperación fue La Cage aux Folles; el trabajar con Michael Serrault, lo llevó a desubicarse ya que no le era fácil darle vida al personaje a través del vestuario. Su anatomía era grande y triste, y por más intentos no le fue posible caracterizarlo; lo único que salvó al personaje fue la actuación de Michael, pues se liberó de complejos y llevó hasta el cielo a su personaje.

## Relaciones profesionales
Pier Paolo Pasolini fue uno de los directores con los que trabajó; su relación profesional no fue la mejor, ya que Pasolini le reprochaba a Tosi al no estar de acuerdo con los conocimientos que cada uno tenía, llegando al punto en que Pasolini le decía: “quieres traspasarme el mundo de Visconti”.
Otro de los directores con los que trabajó fue Federico Fellini, con el cual se mostraba inseguro, ya que este cambiaba de productores por lo menos cuatro veces; además este solía inventar sobre la marcha.
Mauro Bolognini fue una de las buenas experiencias de Tosi al compartir las mismas ideas; Bolognini tenía una capacidad especial para conseguir mucho con poco pues a pesar del escaso dinero que tenían lograban tener libertad de creación en la película, lo que hacía que el trabajo con él fuera divertido e interesante. 
Liliana Cavani fue otra de las buenas alianzas que tuvo Tosi. A pesar de que sus personalidades eran distintas el objetivo era el mismo: darle vida a Il Portiere di Notte. A Cavani le interesaba la imagen mientras que Tosi tomaba de referencia a un fotógrafo alemán; sin embargo, los dos estudiaban la pintura del período prenazi y nazi, ya que para ellos era importante encontrar un punto de referencia para crear un estilo.
Piero Tosi casi siempre trabajó con los directores de fotografía como Pepino Rotunno y Armando Nannuzzi, Tosi les sugería lo que él quería que acentuaran, como por ejemplo: “Podéis apagarlo todo, atenuar la iluminación, pero este tono particular es un símbolo importante así que, por favor, hay que resaltarlo”.

## Filmografía
- Bellíssima, dirigida por Luchino Visconti (1951).
- Senso, dirigida por Luchino Visconti  (1954).
- L'arte di arrangiarsi, dirigida por  Luigi Zampa (1954).
- Il padrone sono me, dirigida por Franco Brusati (1955).
- Marisa la civetta, dirigida por  Mauro Bolognini (1957).
- Le notti bianche, dirigida por Luchino Visconti  (1957).
- Vacanze a Ischia, dirigida por  Mario Camerini (1957).
- Arrangiatevi!, dirigida por Mauro Bolognini  (1959).
- Policarpo, ufficiale di scrittura, dirigida por  Mario Soldati (1959).
- La contessa azzurra, dirigida por Claudio Gora (1960).
- Il bell'Antonio, dirigida por Mauro Bolognini  (1960).
- Rocco e i suoi fratelli, dirigida por Luchino Visconti  (1960).
- Un amore a Roma, dirigida por Dino Risi (1960).
- La viaccia, dirigida por Mauro Bolognini  (1961).
- A cavallo della tigre, dirigida por Luigi Comencini  (1961).
- Adultero lui, adultera lei, dirigida por Raffaello Matarazzo (1963).
- Il Gattopardo, dirigida por  Luchino Visconti (1963).
- I compagni, dirigida por Mario Monicelli (1963).
- Ieri, oggi, domani, dirigida por  Vittorio De Sica (1963).
- La visita, regia di Antonio Pietrangeli (1963).
- Caccia alla volpe, dirigida por Vittorio De Sica  (1966).
- Le streghe, dirigida por Mauro Bolognini, Vittorio De Sica, Pier Paolo Pasolini, Franco Rossi e Luchino Visconti  (1967).
- Matchless, dirigida por  Alberto Lattuada (1967).
- Lo straniero, dirigida por Luchino Visconti  (1967).
- Arabella, dirigida por Mauro Bolognini  (1967).
- Questi fantasmi, dirigida por Renato Castellani (1968).
- La caduta degli Dei, dirigida por Luchino Visconti  (1969).
- Medea, dirigida por  Pier Paolo Pasolini (1969).
- Bubù, dirigida por Mauro Bolognini  (1971).
- Morte a Venezia, dirigida por Luchino Visconti  (1971).
- Ludwig, dirigida por Luchino Visconti  (1972).
- Il portiere di notte, dirigida por  Liliana Cavani (1974).
- Per le antiche scale, dirigida por Mauro Bolognini  (1975).
- L'innocente, dirigida por Luchino Visconti  (1976).
- Al di là del bene e del male, dirigida por Liliana Cavani  (1977).
- Il malato immaginario, dirigida por Tonino Cervi (1979).
- La storia vera della signora delle camelie, dirigida por Mauro Bolognini  (1981).
- La pelle, dirigida por Liliana Cavani  (1981).
- Oltre la porta, dirigida por Liliana Cavani  (1982).
- La Traviata, dirigida por  Franco Zeffirelli  (1983).
- Matrimonio con vizietto (Il vizietto III), dirigida por  Georges Lautner (1985).
- Storia di una capinera, dirigida por Franco Zeffirelli  (1993).
- Le chiavi di casa, dirigida por  Gianni Amelio (2004).

## Galería

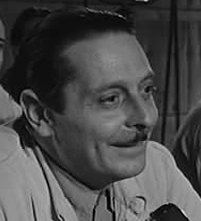
Alessandro Blasetti.
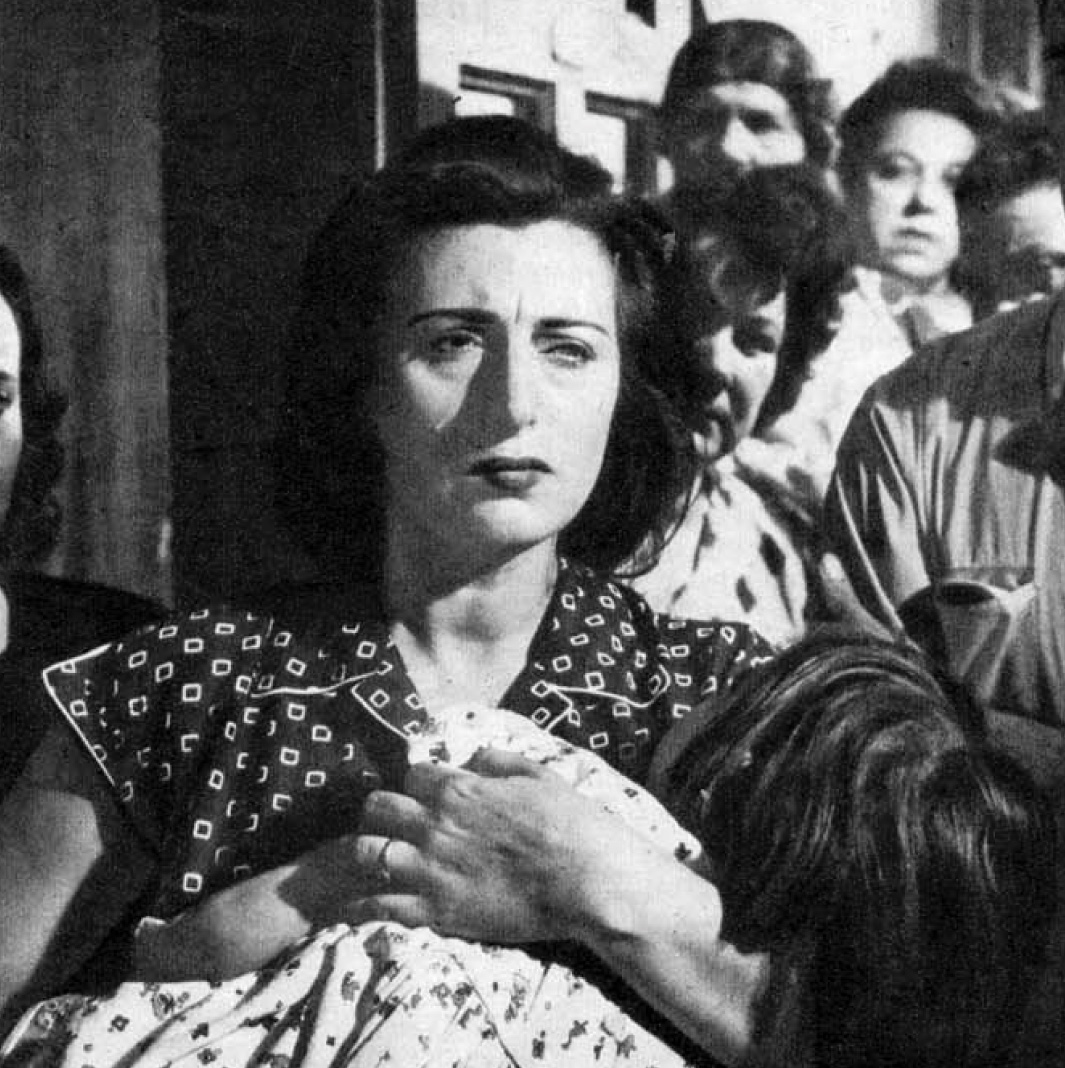
Anna Magnani.
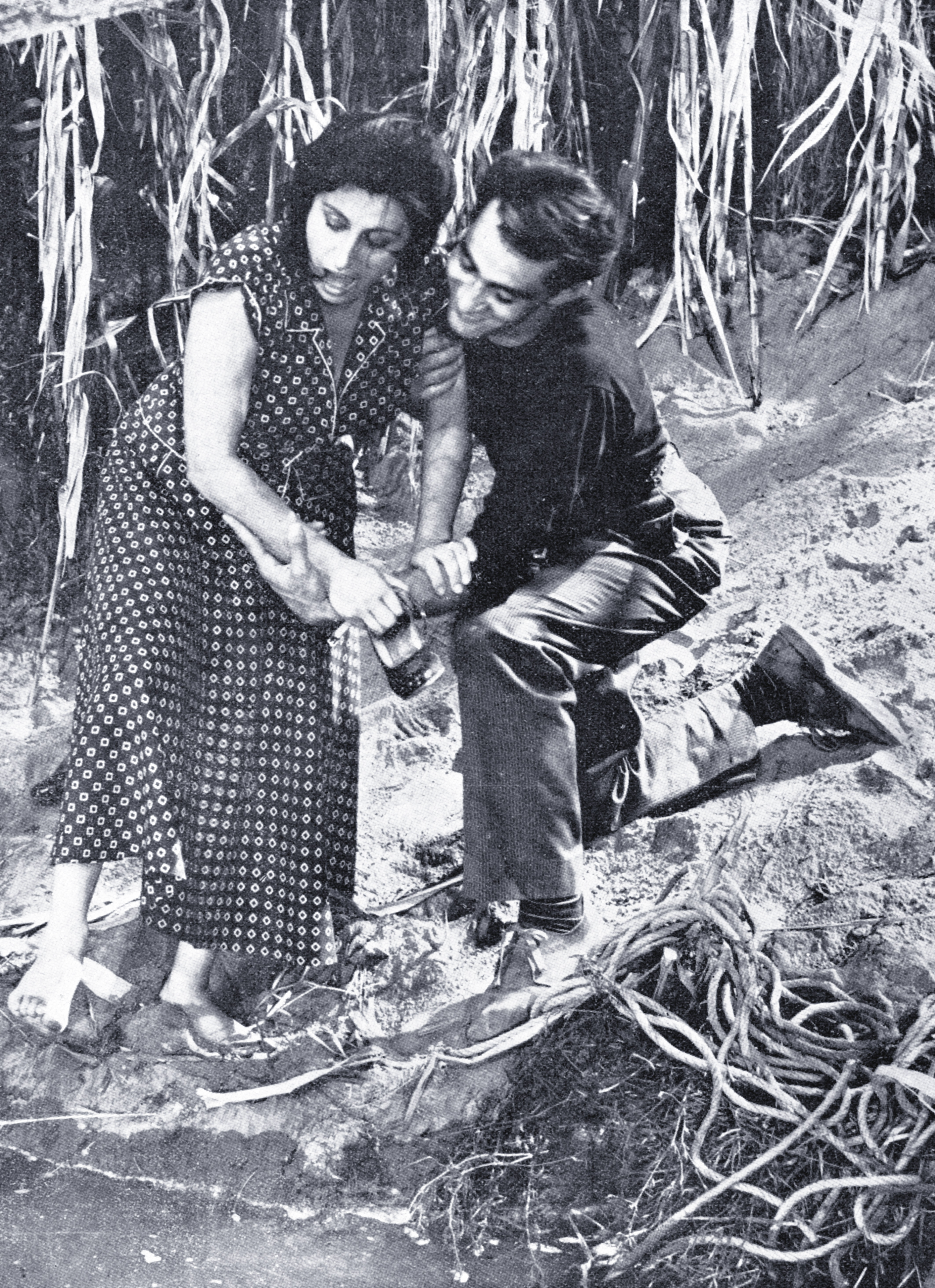
Anna Magnani y Walter Chiari.
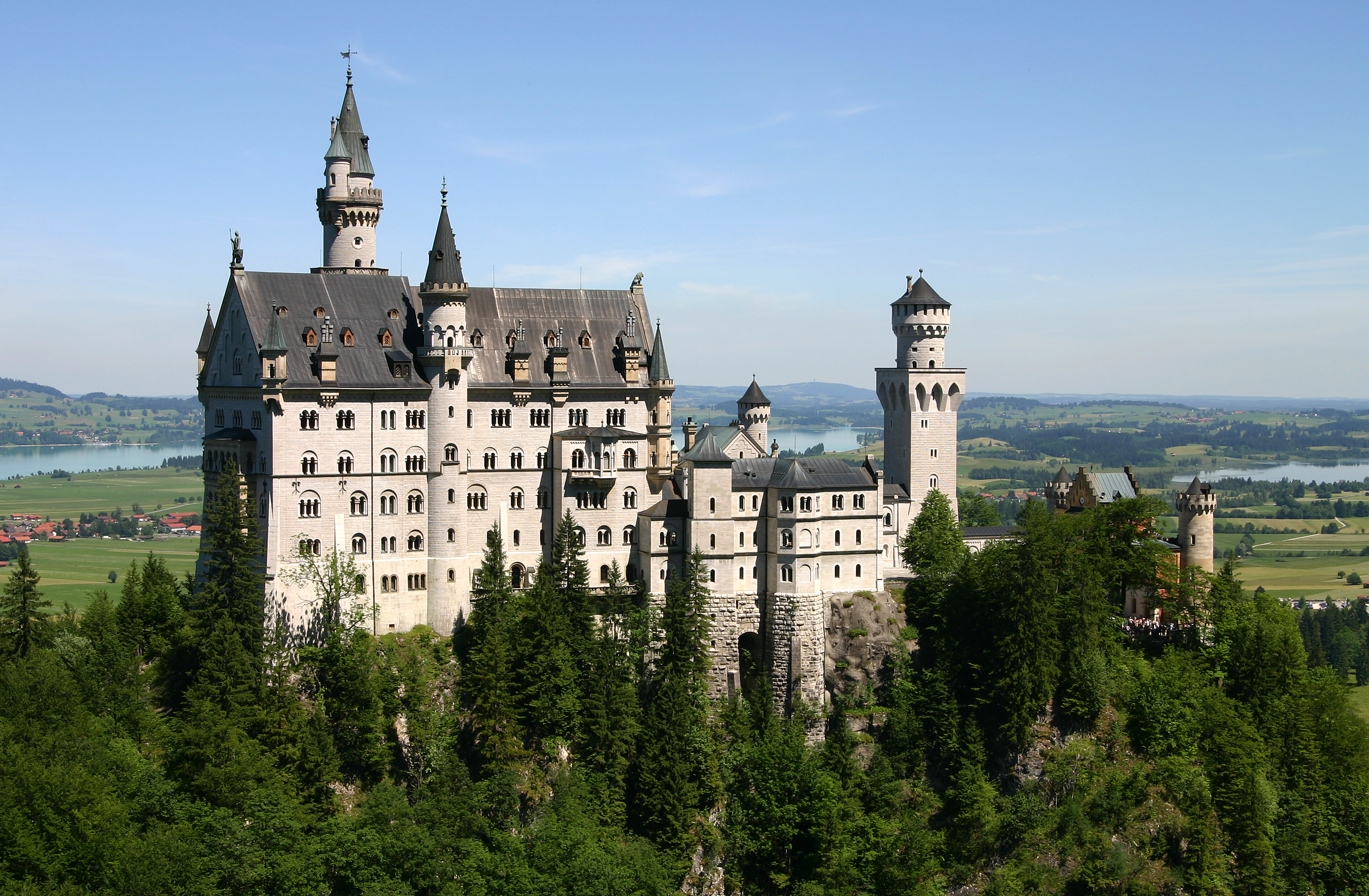
Castle Neuschwanstein.
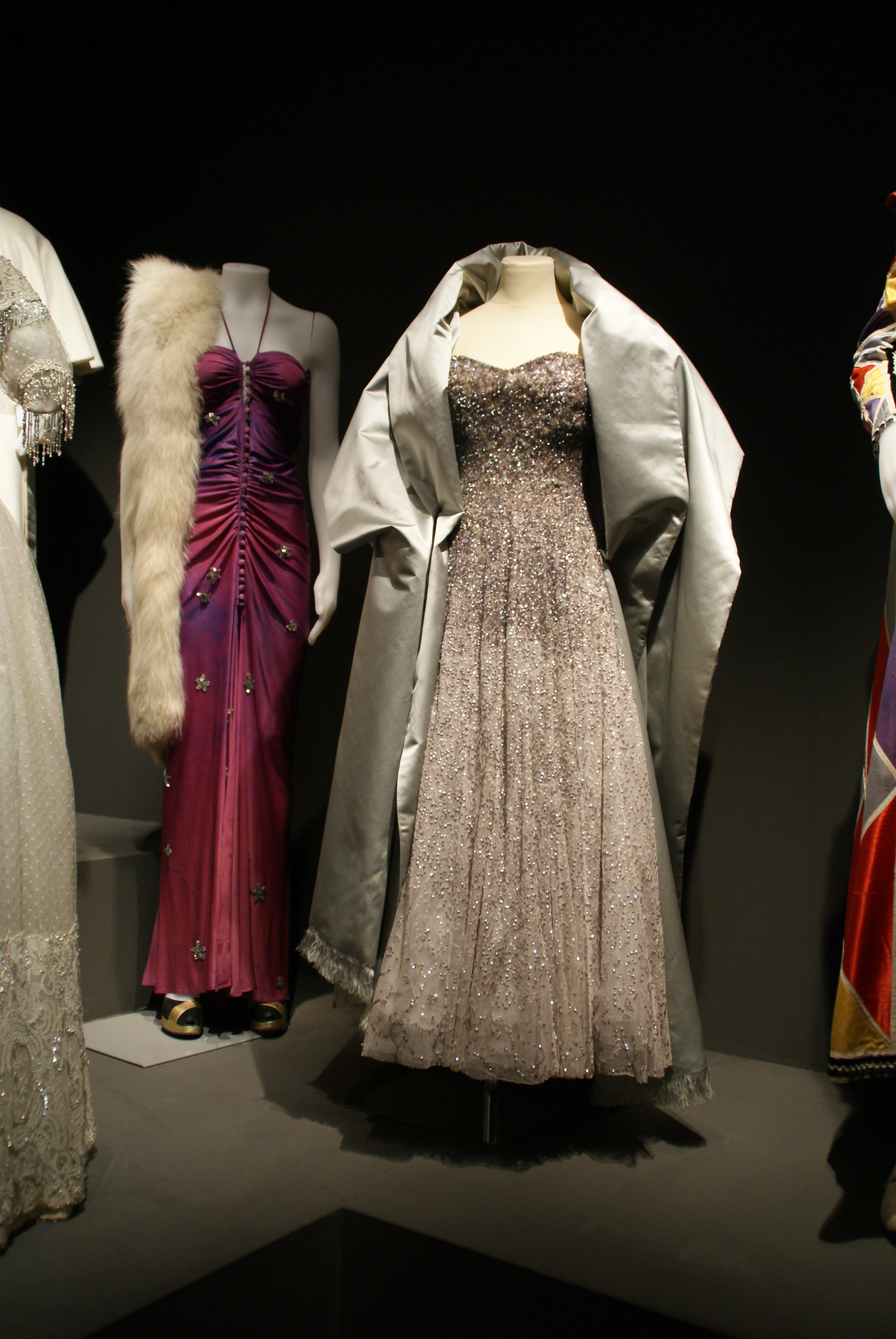
Vestuario Il Portiere di notte.
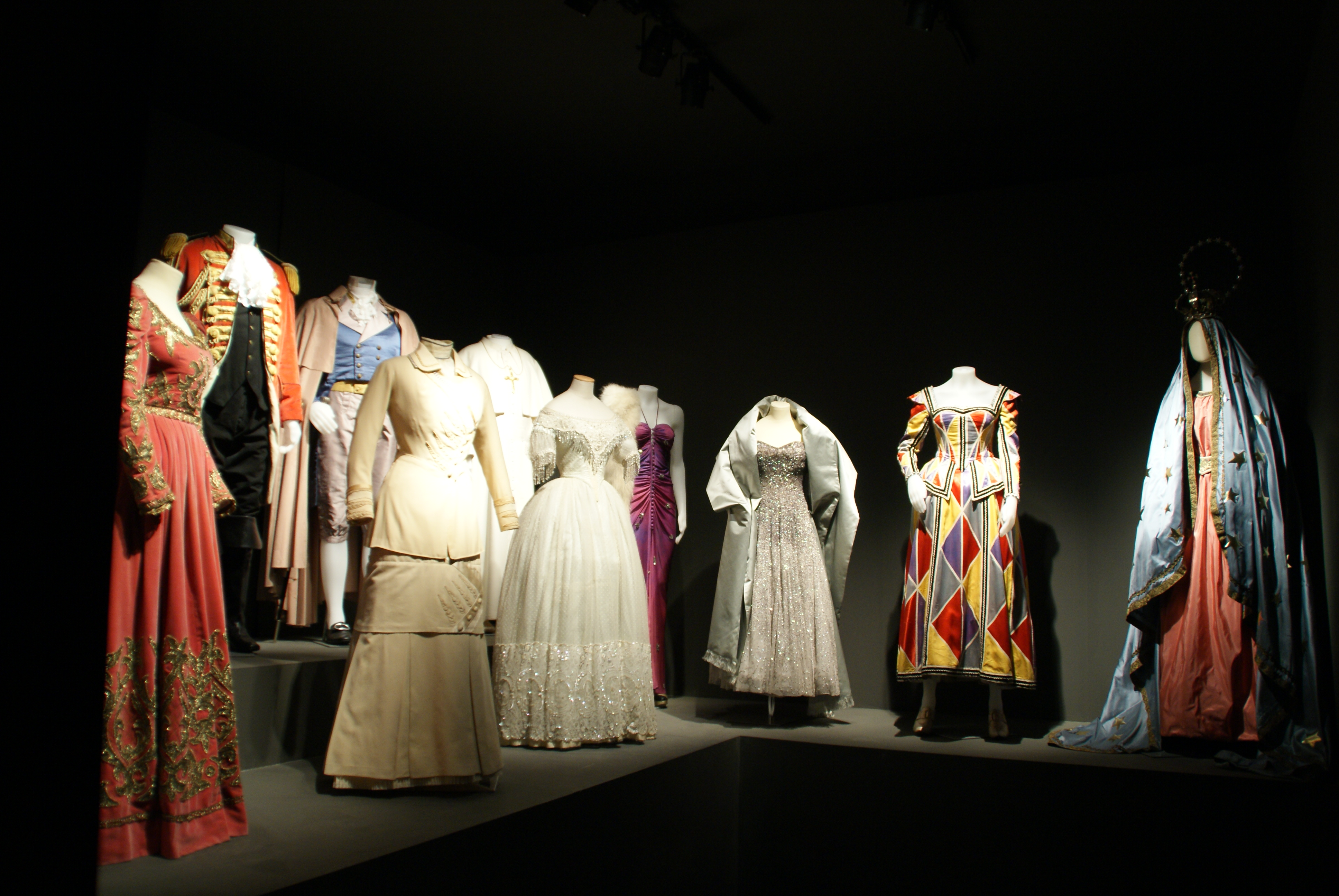
Vestuario Il Portiere di notte.
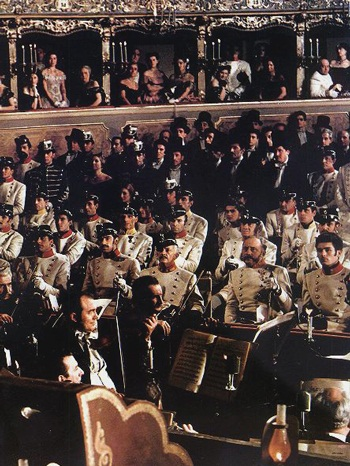
Senso-opera.
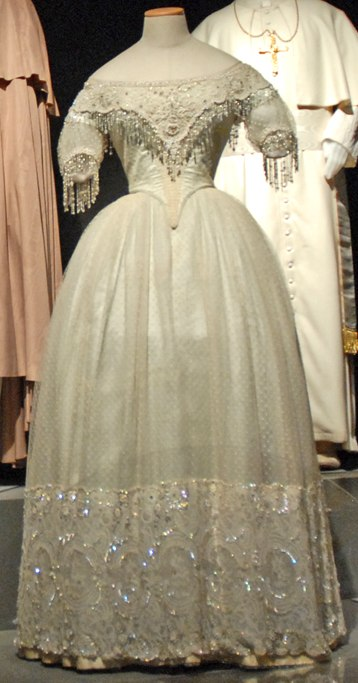
Vestuario la Traviata.

## Premios y distinciones
Premios Óscar
| Año  | Categoría               | Película           | Resultado |
| ---- | ----------------------- | ------------------ | --------- |
| 1964 | Mejor vestuario - Color | El gatopardo       | Nominado  |
| 1974 | Mejor vestuario         | Luis II de Baviera | Nominado  |
| 1980 | Mejor vestuario         | Vicios pequeños    | Nominado  |
| 1983 | Mejor vestuario         | La Traviata        | Nominado  |